# Nowe Niestępowo
Nowe Niestępowo – wieś w Polsce położona w województwie mazowieckim, w powiecie pułtuskim, w gminie Pokrzywnica.
W skład sołectwa Niestępowo wchodzą wsie Niestępowo Włościańskie i Nowe Niestępowo.
W latach 1975–1998 miejscowość administracyjnie należała do województwa ciechanowskiego.

## Demografia
Dane za rok 2009:
| Opis      | Ogółem | Ogółem | Kobiety | Kobiety | Mężczyźni | Mężczyźni |
| --------- | ------ | ------ | ------- | ------- | --------- | --------- |
| jednostka | osób   | %      | osób    | %       | osób      | %         |
| populacja | 164    | 100    | 78      | 47,6    | 86        | 52,4      |